# Charles Kingston
Charles Kingston (ur. 22 października 1850 w Adelaide, zm. 11 maja 1908, tamże) – australijski polityk, w latach 1893-99 premier Australii Południowej. Był także członkiem gabinetu Edmunda Bartona, pierwszego gabinetu federalnego zjednoczonej Australii.

## Życiorys

### Pochodzenie i młodość
Pochodził z rodziny postawionej wysoko w kolonialnym społeczeństwie. Jego ojciec - George Strickland Kingston - był znanym odkrywcą i architektem, jednym z założycieli Adelajdy, a także zamożnym posiadaczem ziemskim i członkiem parlamentu kolonii. Charles odebrał wykształcenie prawnicze.

### Polityka w Australii Południowej
Po raz pierwszy został wybrany do Izby Zgromadzenia w roku 1881. Szybko dał się poznać jako zdecydowany zwolennik polityki Białej Australii (niektórzy autorzy zaliczają go wręcz do jej pomysłodawców). W latach 1884–85 i ponownie 1887-89 pełnił urząd prokuratora generalnego kolonii. Głęboko dzielił społeczeństwo i polityków - był bardzo popularny wśród liberałów i lewicy, skrajnie złe emocje wzbudzał natomiast u konserwatystów. W 1892, gdy był posłem opozycji, po serii epitetów wymienianych z konserwatywnym deputowanym, postanowił zakończyć sprawę poprzez pojedynek na pistolety. Do rozlewu krwi nie doszło, gdyż w porę interweniowała policja, zaś sąd zakazał obu panom wzajemnych zaczepek na okres roku.
W 1893 został wybrany na przywódcę stronnictwa liberalnego i jeszcze w tym samym roku poprowadził je do zwycięstwa w wyborach, co dało mu stanowisko premiera. Łączył je z teką prokuratora generalnego, a później ministra przemysłu. W 1894 jego rząd - jako pierwszy w Australii - doprowadził do przyznania praw wyborczych kobietom. Przeprowadził także szereg innych reform, m.in. utworzył państwowy bank kolonii, położył podwaliny pod prawo pracy, a także podniósł podatki dochodowe i ziemskie. Był jednym z najważniejszych propagatorów idei federacji kolonii brytyjskich w Australii. Podczas wizyty w Wielkiej Brytanii w 1897 otrzymał honorowy doktorat w zakresie prawa cywilnego od władz Oxford University. Odmówił natomiast przyjęcia tytułu szlacheckiego, co podobno było przyczyną poważnego konfliktu wewnątrz jego małżeństwa.
W 1899 jego rząd upadł po przegranym głosowaniu w sprawie reformy Rady Ustawodawczej. Wówczas Kingston wycofał się z polityki w Australii Południowej i poświęcił się w całości sprawom przyszłej federacji. Wspólnie z Edmundem Bartonem i Alfredem Deakinem tworzył delegację czołowych australijskich polityków, którzy w 1900 gościli w Londynie, aby osobiście dopilnować udzielenia przez parlament brytyjski zgody na powstanie Związku Australijskiego.

### Polityka federalna
Kiedy w styczniu 1901 Związek został wreszcie zainaugurowany, Kingston objął tekę ministra handlu i ceł w pierwszym gabinecie federalnym. Był zwolennikiem bardzo daleko posuniętego protekcjonizmu i zasiadał w parlamencie federalnym w ławach Partii Protekcjonistycznej. W 1903 odszedł z rządu w wyniku konfliktu z premierem Bartonem oraz Johnem Forrestem. Do końca życia pozostał członkiem Izby Reprezentantów, jednak odmawiał pełnienia już jakichkolwiek poważniejszych urzędów. Szybko pogarszał się stan jego zdrowia. W maju 1908 doznał wylewu i wkrótce potem zmarł. W 1949 jego imieniem nazwano okręg wyborczy Kingston.

### Życie prywatne
Przez całą karierę polityczną Kingstona spore kontrowersje budziło jego życie prywatne. Jego żona była osobą niepełnosprawną i nie mogła mieć dzieci. Chcąc wynagrodzić to mężowi, z dużą wyrozumiałością podchodziła do jego ekscesów pozamałżeńskich. W 1883 państwo Kingston wywołali skandal towarzyski, wspólną decyzją adoptując dziecko Charlesa z nieprawego łoża. Sprawa jego miłosnych wyczynów powróciła nieoczekiwanie na początku XXI wieku, kiedy dwie osoby ogłosiły, że są potomkami innego nieślubnego dziecka polityka. Aby wyjaśnić tę sprawę, w 2008 - sto lat po śmierci - jego szczątki zostały ekshumowane celem pobrania materiału genetycznego, jednak rewelacje nie znalazły jednoznacznego potwierdzenia.